# Eckmühl
Eckmühl (conocido oficialmente en Baviera como Eggmühl) es un pueblo de Alemania en Baviera a orillas del río Gran Laaber, 20 kilómetros al sureste de Ratisbona. Aquí tuvo lugar la batalla de Eckmühl, librada el 22 de abril de 1809 durante la Guerra de la Quinta coalición entre los franceses, los bávaros y los de Wurtemberg a las órdenes de Napoleón y los austríacos a las órdenes del  archiduque Carlos que acabó con la derrota de este último. Napoleón, en reconocimiento del papel desempeñado por el mariscal Louis Nicolas Davout en la victoria, le confirió el título de Príncipe de Eckmühl.